# George Tiller

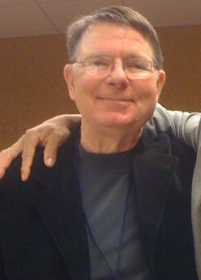
George Tiller während einer Konferenz im Januar 2009

George Richard Tiller (* 8. August 1941 in Wichita, Kansas; † 31. Mai 2009 ebenda) war ein US-amerikanischer Arzt. Bekanntheit erlangte er in seinem Heimatland durch von ihm durchgeführte Spätabtreibungen. Er starb durch ein Attentat, das ein Abtreibungsgegner verübt hatte.

## Leben
Die Klinik in Wichita, in der Tiller medical director war, ist spezialisiert auf Schwangerschaftsabbrüche und eine von nur drei Kliniken in den USA, in denen Schwangerschaftsabbrüche nach der 21. Schwangerschaftswoche durchgeführt werden. Tiller nahm seit 1973 Schwangerschaftsabbrüche vor. Er und seine Klinik waren schon mehrfach das Ziel von Anschlägen und Demonstrationen von Abtreibungsgegnern. So schoss ihm 1993 Rachelle Shannon, die der Terrorgruppe Army of God nahesteht, in beide Arme, 1985 explodierte ein Sprengsatz in seinem Krankenhaus.

### The O’Reilly Factor
Über die Person Tiller wurde in der Talkshow The O’Reilly Factor des rechten Moderators Bill O’Reilly am 25. Februar 2005 zum ersten Mal diskutiert. Bis zu seiner Ermordung war er insgesamt 28 Mal Thema dieser Sendung. Er wurde unter anderem als „Tiller, the Baby Killer“ (dt.: Tiller, der Baby-Mörder) diffamiert. Moderator Bill O’Reilly protestierte gegen diese Bezeichnung nicht. Der Kongressabgeordnete Robert K. Dornan hatte diese Bezeichnung ebenfalls im Vorraum des Kongresses benutzt. O’Reilly sagte, er möchte „nicht Tiller am Tage des jüngsten Gerichts sein“.

### Prozess gegen Tiller
Tiller wurde im März 2009 in Kansas angeklagt, weil er bei 19 Fällen keinen zweiten Arzt bei der Beratung hinzugezogen habe, was nach dem Recht des Staates Kansas erforderlich ist.
Der Prozess wurde ein cause célèbre, ein Fall nationalen Interesses. Der Kolumnist Jack Cashill verglich den Prozess mit dem Kriegsverbrechertribunal in Nürnberg. Jacob M. Appel, Professor der New York University, beschrieb Tiller als einen Helden, der neben Susan B. Anthony und Martin Luther King Jr. „im Pantheon der Verteidigung der Freiheit stehe“.
Am 27. März 2009 wurde Tiller in allen Anklagepunkten freigesprochen.

### Ermordung
Am Pfingstsonntag 2009, dem 31. Mai, wurde er beim Gottesdienstbesuch erschossen. Er war damit seit 1993 der vierte in den USA ermordete Abtreibungsarzt. Der Täter hatte ihm aus nächster Nähe ins Auge geschossen und Personen bedroht, die Tiller zu Hilfe eilen wollten. Als Tatverdächtiger wurde drei Stunden nach dem Attentat der militante Abtreibungsgegner Scott P. Roeder festgenommen.

### Reaktionen auf die Ermordung
Tillers Ermordung wurde weitestgehend verurteilt, sowohl von Abtreibungsgegnern als auch von Abtreibungsbefürwortern. Präsident Barack Obama sagte, er sei wütend und schockiert. David N. O’Steen, Direktor von National Right to Life Committee, sagte, er verurteile solche Gewaltakte.
Abtreibungsgegner Randall Terry beschrieb Tiller als Massenmörder und der Radioprediger und ehemalige Vize-Präsident der Southern Baptist Convention Wiley Drake sagte, er sei froh, dass Tiller tot sei.
Rechte Kommentatoren wie Michelle Malkin empörten sich darüber, dass die Anteilnahme am Tode Tillers verglichen mit anderen Trauerfällen absurd unproportional sei.
Am Tage nach der Ermordung Tillers wurden beispielsweise zwei US-Soldaten in Little Rock, Arkansas angegriffen. Einer starb und der andere wurde verwundet. Michelle Malkin schrieb dazu:
“Tiller’s suspected murderer, Scott Roeder, was white, Christian, anti-government, and anti-abortion. The gunman in the military recruiting center attack, Abdul Hakim Mujahid Muhammad, was black, a Muslim convert, anti-military, and anti-American. Both crimes are despicable, cowardly acts of domestic terrorism. But the disparate treatment of the two brutal cases by both the White House and the media is striking.”

„Tillers mutmaßlicher Mörder Scott Roeder, war weiß, christlich, regierungsfeindlich und Abtreibungsgegner. Der Attentäter in Little Rock, Abdul Hakim Mujahid Muhammad, war schwarz, Muslim, antimilitaristisch und antiamerikanisch. Beide Verbrechen sind verachtenswerte, feige Akte von inländischem Terrorismus. Aber die unterschiedliche Behandlung beider Fälle durch die Presse und das Weiße Haus sind beachtlich.“
James Taranto vom The Wall Street Journal reagierte auf diesen Vorwurf und schrieb: 
„In der Hierarchie der öffentlichen Aufmerksamkeit sind Attentate höher angesiedelt als Hassverbrechen (Hate-crimes) und Hassverbrechen höher, als ordinäre Morde. Die Ermordung von Martin Luther King hatte eine höhere Aufmerksamkeit und ist ein wichtigerer Teil unserer Geschichte, als ein gewöhnlicher Lynchmord, auch wenn beides entsetzliche Verbrechen aus der gleichen Motivation heraus sind.“
Eine weitere Reaktion auf Malkins Vorwurf war das Herunterspielen der Tatsache, dass Tillers Mörder Christ war, während die Massenmedien sich auf die Tatsache stürzten, dass Abdul Hakim Mujahid Muhammad Muslim war.
Die meisten Abtreibungsgegner blieben der Beerdigung Tillers fern. Mitglieder der Westboro Baptist Church fanden sich am Zaun des Friedhofs ein und hielten Schilder hoch, auf denen stand „Gott sandte den Schützen“, „Abtreibung ist blutiger Mord“ und „Babymörder in der Hölle“.

### Verurteilung Roeders
Roeder gestand die Tat bereits kurz nach der Festnahme, bekannte sich allerdings nicht als schuldig, da die Tat in seinen Augen gerechtfertigt war. Er wurde 2010 zu einer lebenslangen Haftstrafe verurteilt.